# 빅토리아 실브스테트
빅토리아 실브스테트(Victoria Silvstedt, 1974년 9월 19일 ~ )는 스웨덴의 모델, 배우, 가수, 방송인이다. 1993 미스 월드에 스웨덴 대표로 참가했으며, 1996년 플레이보이 플레이메이트로 선정되기도 하였다.

## 음반 목록
- Girl on the Run (1999)